# Hulu Hu
Hulu Hu (kinesiska: 葫芦湖) är en sjö i Kina. Den ligger i provinsen Qinghai, i den nordvästra delen av landet, omkring 1 000 kilometer väster om provinshuvudstaden Xining. Hulu Hu ligger 4 788 meter över havet. Arean är 25,6 kvadratkilometer. Trakten runt Hulu Hu består i huvudsak av gräsmarker. Den sträcker sig 9,8 kilometer i nord-sydlig riktning, och 6,4 kilometer i öst-västlig riktning.